# شيطان تسمانيا
شيطان تسمانيا أو عفريت تسمانيا  (الاسم العلمي: Sarcophilus harrisii) حيوان لاحم من الثدييات الجرابيات يتواجد فقط في البر الأسترالي في جزيرة تسمانيا. هو الآن أكبر جرابي آكل للحوم في العالم بعد انقراض حيوان ثايلسين سنة 1936.
لونه أسود وقد تكون هناك بقع بيضاء على الوجه والظهر. تضع الأنثى 4-6 صغار في المرة الواحدة (يعيش منهم 3 أو 4) ويعيش حتى 8 سنوات. له أسنان قاطعة جدًا تمكنه من تمزيق اللحم وكسر العظم كذلك. يعيش على اليابسة ويستطيع التسلق على الأشجار. كتسب العفريت التسماني أو شيطان تسمانيا هذه التسمية بسبب وحشيته وشراسته الكبيرة التي لا تكون في حيوانات بمثل حجمه وكذلك شجاعته التي تجعله يقدم على افتراس ثدييات أكبر منه حجمًا كالظباء الصغيرة وأفاعي في غاية السمية والخطورة.
يتغذى على جيف وفرائس الحيوانات الأخرى، وهو حيوان جرابي انعزالي يحب العيش وحيدًا والصيد وحيدًا، يحاربه المزارعون بسبب عدائه على الحيوانات الداجنة. يتكون غدائه من الدواجن، والثدييات الصغيرة، والأفاعي، والحشرات، والجيف.

## توالده
تلد الأنثى من هذه الفصيلة مولودا صغيرا ضعيف التكوين. ومثل معظم الجرابيات تحمل أنثى العفريت التسماني صغارها في جراب على بطنها حيث تواصل تغذيتها حتى يكتمل نموها.

## مخاطر تواجهه
شيطان تسمانيا استأصل من البر الرئيسى الأسترالي بعد الاستيطان الأوروبي في العام 1788. لأنها كانت تعتبر تهديدا لتربية الماشية في ولاية تسمانيا، كانت تصطاد الشياطين حتى عام 1941، عندما أصبحت محمية رسميا.
ومنذ أواخر التسعينيات أصاب هذا الحيوان ورم في الوجه قلل من عدد سكانه بشكل ملحوظ. الآن هو مهدد بسبب الجنس البشري، وأعلن في مايو 2009 أنه معرض للخطر.

## اقرأ أيضًا
- جزيرة تسمانيا
- سرطان الوجه الشيطاني